# Brandenburg (jednostka wojskowa)

Sonderverband „Brandenburg” (1942/43)

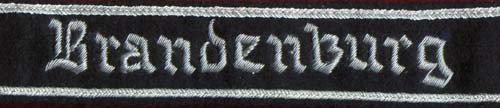
Division „Brandenburg”

Fallschirm-Jäger-Bataillon „Brandenburg” (1944)

Division „Brandenburg” (1943/44)

Panzergrenadierdivision „Brandenburg”

Brandenburg – niemiecka jednostka wojskowa przeznaczona do działań specjalnych (dywersyjno-rozpoznawczych), pod koniec wojny przekształcona w dywizję grenadierów pancernych. Jej motto brzmiało: Hie Gut Brandenburg Alle Wege.

## Geneza
Na początku lat 20. XX w. kpt. Theodor von Hippel, który był gorącym zwolennikiem działań nieregularnych, przedstawił Reichswehrze koncepcję utworzenia małych, elitarnych oddziałów, przeszkolonych w sabotażu i dywersji, złożonych z żołnierzy płynnie mówiących w obcych językach, które mogłyby operować za liniami przeciwnika, niszcząc linie komunikacyjne, łączności i dezorganizując działalność dowództw. Jednakże została ona odrzucona przez konserwatywnych pruskich oficerów, uważających takie działania za niegodne. W takiej sytuacji kpt. T. von Hippel zwrócił się do szefa wywiadu wojskowego Abwehry, admirała Wilhelma Canarisa, który zatrudnił go w 2. Departamencie, aby zrealizował swoją wizję.
W 1938 podczas tzw. kryzysu sudeckiego powstała na terytorium Czechosłowacji jednostka specjalna (nazwana Batalion „Ebbinghaus”) wywodząca się spośród członków oddziałów dywersyjnych Sudetendeutsches Freikorps, utworzonych przez Niemców sudeckich. Pomimo oporów w Naczelnym Dowództwie Wehrmachtu (OKW) admirał W. Canaris przekonał Adolfa Hitlera do koncepcji rozbudowy tych oddziałów. Następnie brały one udział w wielu prowokacjach i dywersjach na polskim Śląsku i w innych przygranicznych rejonach. Dalszy ich rozwój miał za zadanie wsparcie operacji wojskowych w planowanej kampanii wojennej przeciw Polsce. W tym celu zostały one zgrupowane w koszarach w miejscowości Brandenburg nad rzeką Havel (kilkanaście kilometrów na zachód od Berlina). Na ich czele stał wówczas kpt. T. von Hippel. Jako pierwszy cel ich działalności podczas wojny polsko-niemieckiej 1939 miało być jak najszybsze opanowanie węzłów kolejowych i innych strategicznych obiektów (np. Dworzec Katowicki, Przełęcz Jabłonkowska itp.), niszczenie linii komunikacyjnych oraz ochrona śląskiego przemysłu. W tym czasie po raz pierwszy pojawiła się nazwa Brandenburg-Verband. Działania w Polsce nie przyniosły jednak większych sukcesów i nierzadko (głównie na Śląsku) powiązane były z niemałymi stratami – wynikało to z braków wyszkoleniowych i lekceważenia przeciwnika.

## Rozwój organizacyjny
Po zakończeniu działań wojennych przeciwko Polsce admirał W. Canaris nakazał kpt. T. von Hippelowi sformowanie na bazie Batalionu „Ebbinghaus” podległej Abwehrze jednostki specjalnej. 25 października 1939 powstała oficjalnie jednostka pod nazwą Bau-Lehr-Kompanie z.b.V. 800 (Kompania szkolno-budowlana do specjalnego przeznaczenia Nr 800). Rekrutacja do niej objęła Niemców mówiących w obcych językach, a także przedstawicieli narodów słowiańskich gotowych walczyć za Rzeszę. Każdy kandydat musiał znać płynnie przynajmniej jeden obcy język. Było wielu takich, którzy mówili kilkoma językami. Rekruci przechodzili szkolenie ze znajomości zwyczajów i tradycji różnych regionów Europy. Równocześnie zmodyfikowano system szkolenia, tak aby usunąć braki wyszkoleniowe stwierdzone we wrześniu 1939 Kompania została zakwaterowana w miejscowości Brandenburg, zaś szkoliła się na poligonie w rejonie Friedenthal. Duży napływ ochotników spowodował, że już w grudniu 1939 została rozbudowana do wielkości batalionu pod nazwą Batalion „Brandenburg”. Jego żołnierzy nazywano brandenburczykami. Batalion składał się z czterech kompanii oraz plutonu motocyklistów i plutonu spadochronowego:
- 1 kompania – osoby z państw bałtyckich i Rosji,
- 2 kompania – osoby, które mieszkały na anglojęzycznych terytoriach i w Afryce Północnej,
- 3 kompania – Niemcy z Kraju Sudetów i Jugosławii,
- 4 kompania – volksdeutsche z krajów słowiańskich.

Po pewnym czasie powstały także inne oddziały, jak np. tzw. Arabska Brygada, czy jednostki złożone z mieszkańców Kaukazu.
Wiosną 1941 batalion „Brandenburg” przeorganizowano w pułk pod nazwą Lehr Regiment Brandenburg z.b.V 800. W jego skład wchodziły cztery bataliony, w tym jeden ukraiński oraz różnego rodzaju pododdziały specjalnego przeznaczenia:
- I batalion (1., 2., 3. i 4. kompanie), które operowały na wschodzie i zachodzie Europy
- II batalion (5., 6., 7. i 8. kompanie), działające na południowym wschodzie Europy
- III batalion (9., 10., 11. i 12. kompanie), operujące na zachodzie Europy
- batalion „Nachtigall” – ukraińscy ochotnicy do walki przeciw sowieckiej Rosji (do września 1941, potem rozwiązany)
- Persische Kompanie – ochotnicy z Syrii do walki przeciw Anglikom
- Asad Hind – Indyjski Legion, który przygotowywał powstanie Hindusów przeciw Anglikom
- Afganische Kompanie – ochotnicy z Afganistanu do walki przeciw Anglikom
- Arabische Brigade – ochotnicy z krajów arabskich, przygotowujący powstanie przeciw Anglikom na Bliskim Wschodzie
- Kaukasus – ochotnicy z Kaukazu, działający przeciw Sowietom
- Muselmanische Legion
- Montenegrinische Legion – ochotnicy z Bałkanów.

W 1942 nastąpiło przemianowanie poszczególnych pododdziałów na Sonderverbände o kolejnych numerach od 800. do 805. W lutym 1943 jednostka została wycofana z frontu. Zniesiono wówczas jej strukturę organizacyjną i przemianowano na dywizję do zadań specjalnych pod nazwą Division Brandenburg z.b.V. 800 na czele z gen. mjr. Alexandrem von Pfuhlsteinem. W jej skład wchodziły trzy pułki (dotychczasowe bataliony), pododdziały specjalne, takie jak Küstenjäger, Gebirgsjäger, Fallschirmjäger, Panzer-Sturm-Pionier-Bataillion, Fahr-Abteilung, Panzer Abteilung, Panzerjäger Abteilung, Tropenkompanie, Baltenkompanie, Unterseeboot-Manschaft, Streifenkorps oraz złożone z Ukraińców bataliony „Nachtigall” i „Roland”, a także kaukaski Pułk Bergmann:
- Küstenjäger – stacjonowali w Langenargen, prowadzili działania morskie przeciwko przemytnikom i partyzantom na wybrzeżu Jugosławii i Grecji
- Fallschirmjäger – stacjonowali w Rathenow – prowadzili szkolenie dywersantów zrzucanych na spadochronie za liniami wroga. Po zniesieniu statusu Sondereinheit kadra z tego oddziału przeszła pod zwierzchnictwo SS do oddziału „Jagdkommando” Otto Skorzennego
- Unterseeboot-Manschaften – przerzucali broń i agentów na Bliski Wschód przy pomocy małych okrętów podwodnych
- Gebirgsjäger – prowadzili zadania specjalne w terenie górzystym w późniejszym etapie wojny
- Panzer-Sturm-Pionier-Bataillion – miał za zadanie atakowanie specjalnych celów na tyłach wroga i wysadzenie ich w powietrze. Jego pierwotnym celem było zdobywanie przepraw, mostów i węzłów kolejowych na dalekich tyłach po przełamaniu obrony przeciwnika.
- Tropenkompanie – działała w Afryce
- Baltenkompanie – działała na obszarze Łotwy i Estonii jako ochrona ważnych obiektów oraz wykonywała zadania specjalne w rejonie Leningradu.

Jeden pułk powrócił na front wschodni, pełniąc zadania specjalnego przeznaczenia, jeden batalion wysłano do Afryki Północnej w celu niepokojenia aliantów na obszarze śródziemnomorskim, natomiast pozostała część Dywizji została przerzucona na Bałkany, gdzie prowadziła działania antypartyzanckie.
Dywizja nie działała jako zwarty oddział, raczej pojedynczymi pododdziałami. Od kwietnia 1944 na jej czele stał gen. płk Fritz Kühlwein. Po nieudanym zamachu na A. Hitlera 20 lipca tego i przejęciu Abwehry przez SS, Dywizja „Brandenburg” straciła na znaczeniu. Z rozkazu A. Hitlera przeszła pod władzę SD, a 13 września utraciła status Sondertruppen i została przeorganizowana na Dywizję Grenadierów Pancernych „Brandenburg”, a następnie wysłana na front wschodni. Natomiast ok. 1,8 tys. ludzi zostało przeniesionych do SS-Jagdverbande pod dowództwem SS-Standartenführera Otto Skorzennego i kontynuowało działalność jako siły specjalne do końca wojny.
Ci, którzy przeżyli walki, dostali się do niewoli i ze względu na zastosowane w czasie wojny przez aliantów oddziały komandosów nie zostali postawieni przed Trybunałem Norymberskim.

## Metody szkolenia i walki
Żołnierze formacji „Brandenburg” pochodzili z różnych warstw społecznych. Z racji potrzeb dostawali się do niej przede wszystkim Niemcy zamieszkali i urodzeni poza państwem niemieckim. Nie brakowało tam Niemców sudeckich, Ślązaków, Niemców zamieszkałych w Rosji czy na Bałkanach, ale również z Ameryki Południowej, USA i Afryki (byłych kolonii niemieckich). Ponadto przyjmowano także Ukraińców, Hindusów, Arabów, członków szczepów afgańskich, czy kaukaskich. Zdarzały się przypadki, że również Francuzi, Belgowie, Holendrzy, Finowie, Szwedzi, Norwegowie, Rumuni i Węgrzy byli przyjmowani do tej jednostki. Jednym z podstawowych kryteriów przyjęcia do jednostki była znajomość obcych języków oraz posiadanie średniego lub wyższego wykształcenia. Pierwszym i głównym centrum szkolenia była posiadłość Quenz niedaleko miejscowości Brandenburg. Szkolono tam podstawowych technik, posługiwania się bronią, jeżdżenia konno, latania, skoków spadochronowych, obsługi radiostacji, walki wręcz, robienia i zakładania środków wybuchowych oraz taktyki partyzanckiej. Uczono zachowania się w tzw. Halbtarnung, czyli w niemieckich mundurach, lecz posługując się przeważnie w nocy wrogim sprzętem i wyposażeniem oraz w tzw. Volltarnung, czyli przy użyciu obcych mundurów przeważnie pośród dnia dla potrzeb ataku na strategiczne cele. Niektóre pododdziały przechodziły bardzo specjalistyczne szkolenia. Jedna kompania składała się z profesjonalnych narciarzy i była szkolona do walki w warunkach silnego mrozu na dalekiej północy ZSRR.
Podczas akcji wojskowych – w zależności od ich charakteru – brandenburczycy działali w zespołach liczących po 2 żołnierzy, 12-osobowych oddziałach lub pełnych 300-osobowych kompaniach. Większość prowadzonych przez nich operacji miała miejsce za liniami przeciwnika. Często używali oni zdobycznej broni i wyposażenia, występowali w mundurach drugiej strony, czasami posiadając fałszywe dokumenty. Zawsze jednak przestrzegali zasady, że pod obcym umundurowaniem noszą niemieckie mundury. Wynikało to z przeświadczenia, że są oni żołnierzami, a nie szpiegami. Podczas swoich tajnych misji wszyscy brandenburczycy mieli przy sobie pigułki, po których połknięciu umierali, aby nie wpaść w ręce wroga.

## Działania zbrojne
Brandenburczycy wykazywali dużą skuteczność w działaniach podczas kampanii francuskiej 1940 i wojnie na terytorium Grecji w 1940-1941, a także w początkowej fazie wojny niemiecko-radzieckiej w 1941 Pułk Specjalny „Brandenburg” operował w latach 1941–1944 na terenie ZSRR, Albanii, Grecji, Jugosławii i Węgier. Wydzielone pododdziały działały także w Afganistanie i Persji, próbując wykonywać na tym terenie antybrytyjskie dywersje.

### Kampania francuska 1940
Batalion „Brandenburg” prowadził intensywne działania zbrojne podczas najazdu na Holandię, Belgię i Francję w maju-czerwcu 1940 Patrz: Kampania francuska 1940. 8 maja, 2 dni przed rozpoczęciem wojny, małe grupy brandenburczyków przekroczyły granicę w celach dywersyjno-wywiadowczych. Jedną z ich akcji było zajęcia mostu na rzece Moza w holenderskim mieście Gennep. W nocy 10 maja 8-osobowy zespół dowodzony przez por. Wilhelma Walthera, udając oddział holenderskiej żandarmerii, eskortujący niemieckich jeńców, zaatakował niespodziewanie obsługę mostu. Dwa posterunki zostały zniszczone, ale brandenburczycy mieli 3 rannych i zalegli pod ogniem Holendrów. W tej sytuacji por. W. Walther w mundurze holenderskim sam jeden zaatakował wzdłuż mostu. Zaskoczeni obrońcy zawahali się, pozwalając reszcie oddziału doskoczyć i po krótkiej walce zlikwidować ich. Ładunki wybuchowe założone na moście zostały odłączone. Wiele innych akcji pierwszych dni kampanii przebiegało w ten sposób. Były jednak akcje nieudane; podczas ataku na inny most oddział brandenburczyków został złapany przez żołnierzy holenderskich, którzy rozstrzelali ich jako szpiegów.

### Przygotowania do ataku na Wlk. Brytanię i Gibraltar oraz kampania w Jugosławii
Po klęsce Francji 22 czerwca 1940, Batalion „Brandenburg” został przerzucony do północnej Francji, gdzie przygotowywał się do udziału w operacji Seelöwe, czyli ataku na Wielką Brytanię. Po jej odwołaniu przeniesiono go do południowej Francji. Tam z kolei szkolił się do projektowanego zajęcia brytyjskiego Gibraltaru (operacja Felix).
Brandenburczycy uczestniczyli następnie w niemieckim najeździe na Jugosławię 6 kwietnia 1941 (operacja Marita). Jedną z ich ważniejszych akcji było zajęcia 5 kwietnia, dzień przed oficjalnym rozpoczęciem działań wojskowych, strategicznych doków na Dunaju w miejscowości Orşova. Uczestniczył w tym 54-osobowy oddział z 3. kompanii Batalionu (Niemcy sudeccy i Słowianie).

### Walki w Afryce Północnej
W składzie niemieckich wojsk Afrika Korps, które wylądowały w Libii w lutym 1941, znajdowali się także brandenburczycy. Byli oni zgrupowani w czterech (tropikalnych) kompaniach. Ich żołnierze płynnie mówili po angielsku lub arabsku. Używano zdobycznego sprzętu angielskiego do prowadzenia akcji głęboko za liniami przeciwnika. Podobne misje wykonywały po drugiej stronie angielskie oddziały Long Range Desert Group i SAS. Początkowo gen. Erwin Rommel był przeciwny akcjom brandenburczyków jako niezgodnych ze zwyczajami wojskowymi. Jednakże po zorientowaniu się w szkodach czynionych przez Brytyjczyków zaakceptował ich specjalne metody. Jednym z ich głównych zadań było przerywanie linii zaopatrzeniowych, ale poważne trudności z dostarczaniem żywności i sprzętu powodowały, że wiele oddziałów brandenburczyków było likwidowanych lub branych do niewoli.

### Atak na ZSRR – front wschodni
Żołnierze Batalionu „Brandenburg” jako pierwsi przekroczyli granicę z ZSRR w czerwcu 1941 (operacja Barbarossa). Już pierwszego dnia wojny, czyli 22 czerwca, brandenburczycy zajęli najważniejsze węzły drogowe i kolejowe, zabezpieczyli przeprawy rzeczne i niszczyli sowieckie linie komunikacyjne. Na terytorium Łotwy przechwycili most na rzece Dźwinie w Dyneburgu. Umożliwiło to przyśpieszenie natarcia Grupy Armii „Nord” na Leningrad. Küstenjäger-Abteilung wykonywał amfibiami liczne rajdy wzdłuż wybrzeża Bałtyku, Morza Czarnego i Morza Azowskiego. Na Ukrainie brandenburczycy działali wespół z ochotnikami ukraińskimi z Batalionu „Nachtigall”, wspierając natarcie sił Grupy Armii „Środek”.
Na pocz. października 1942 oddział 62 brandenburczyków (Niemcy bałtyccy i sudeccy) dowodzony przez Adriana von Fölkersama przeprowadził najdalszy rajd na terytorium sowieckim. Jego zadaniem było zajęcie i zabezpieczenie instalacji naftowych w rejonie Majkopu. Przebrani w mundury NKWD (A. von Fölkersam jako „major Truchin”) na sowieckich ciężarówkach Niemcy wykorzystali dużą grupę dezerterów z Armii Czerwonej do przedostania się przez sowieckie linie. Wykorzystując fałszywą tożsamość A. von Fölkersam nie tylko nabrał sowieckiego dowódcę obrony Majkopu, ale sam mógł spenetrować linie obronne miasta. Kiedy wojska niemieckie zbliżały się do miasta, brandenburczycy rozpoczęli dywersję. Używając granatów w celu symulowania ataku artyleryjskiego, zdezorganizowali wojskową komunikację w mieście. Następnie A. von Fölkersam oświadczył obrońcom, że zarządzono generalny odwrót, co doprowadziło do ewakuacji sowieckich wojsk z miasta. 9 października czołówka wojsk niemieckich weszła do Majkopu. To jest tylko jeden przykład spośród podobnych akcji prowadzonych przez brandenburczyków podczas wojny w Rosji. Do 1943 najbardziej powszechnymi akcjami były dalekie rekonesanse.
Na Ukrainie w ciągu 1942 oddziały brandenburczyków poprzedzały natarcie sił Armii Grupy „Południe”, zajmując mosty, węzły drogowe i kolejowe oraz atakując i dezorganizując sowieckie dowództwa. W większości działania te wykonywały oddziały liczące po 20-60 żołnierzy, przebranych w sowieckie mundury i używających zdobycznych pojazdów.

### Azja Środkowo-Wschodnia
Abwehra aktywnie rekrutowała ochotników hinduskich i muzułmańskich w celu wykorzystania ich do planowanych ataków przez Kaukaz na Persję, Afganistan i Indie. Weszli oni w skład oddziałów brandenburczyków. W styczniu 1942 w ramach operacji Bajadere zostali oni zrzuceni na spadochronach na terytorium Persji i Afganistanu w celu dokonywania sabotaży i podburzania miejscowej ludności przeciwko brytyjskiej władzy. Prowadzili oni nawet rozpoznanie granicznych rejonów Indii. Kilka miesięcy później Oberleutnant Witzel, attaché niemiecki w Kabulu, raportował, że akcje te zakończyły się sukcesem. Ostatecznie po klęsce wojsk niemieckich pod Stalingradem na początku 1943, plany opanowania krajów Azji Środkowo-Wschodniej zostały zarzucone.

### Bałkany 1942 – 1944
Na Bałkanach brandenburczycy byli używani do antypartyzanckich operacji, zwalczając NOVJ. Ich najbardziej znaną akcją była nieudana próba zabicia przywódcy partyzantów Josipa Broz Tity (operacja Rösselsprung). 25 maja 1944 specjalny oddział brandenburczyków przydzielony do 500. Batalionu Spadochronowego SS został zrzucony na spadochronach w rejon miasta Drvar, gdzie przebywał J. B. Tito wraz ze swoim sztabem. Operacja zakończyła się jednak całkowitą klęską, gdyż J. B. Tito zdołał zbiec, zaś siły niemieckie zostały powstrzymane i poniosły bardzo duże straty.

### Włochy – wyspy Dodekanezu
Po kapitulacji Włoch w poł. 1943, część Dywizji Brandenburg została przerzucona na Półwysep Apeniński, gdzie wzięła udział w rozbrajaniu armii włoskiej i zabezpieczaniu strategicznych rejonów do nadejścia własnych wojsk. Jednym z takich obszarów była wyspa Kos w archipelagu Dodekanezu. We wrześniu 1943 na Kos wylądowały brytyjskie oddziały, pomimo obecności dużego garnizonu włoskiego. Niemieckie dowództwo postanowiło odzyskać wyspę. W operacji wzięli udział brandenburczycy z Küstenjäger-Abteilung wchodzącego w skład Fallschirm-Kompanie. Dowodził nimi por. Langbein. Wylądowali oni w nocy na północnym wybrzeżu wyspy i szybko pokonali włoską obronę plaży. Następnie oddział bez walki wszedł do miasta i zaczął je oczyszczać. W okolicznych jaskiniach Niemcy znaleźli skrzynki z alkoholem; po ich wypiciu stracili jednak czujność. Porucznik Langbein podał swoim ludziom środek pobudzający, który – po wymieszaniu z alkoholem – doprowadził do ich silnego pobudzenia. W rezultacie, kiedy wieczorem Niemcy zostali zaatakowani przez siły angielsko-włoskie, odparli je z łatwością, a następnie sami przeprowadzili kontratak i zajęli nieprzyjacielskie pozycje, uzyskując kontakt ze spadochroniarzami i zabezpieczając całą wyspę.

## Najbardziej znane akcje brandenburczyków
Najważniejszymi akcjami brandenburczyków przez cały okres wojny były:
- Nieudana próba opanowania tunelu kolejowego pod Przełęczą Jabłonkowską 26 sierpnia 1939 (tzw. „Incydent jabłonkowski”)
- Zajęcie dworca kolejowego w Katowicach 1 września 1939
- Zajęcie w Holandii mostów na rzece Maas, w Gennep, na Kanale Juliana w miejscowościach Berg, Urmond, Olbicht, Steain 10 maja 1940 („Operation Morgenröte”)
- Zajęcie w Belgii skrzyżowań i przełęczy w Ardenach 10 maja 1940
- Nieudana próba nawiązania kontaktu z separatystami z Afganistanu w maju 1940
- Planowany udział 11. kompanii w operacji Seelöwe lądowania w Wielkiej Brytanii
- Ochrona rumuńskich terenów Ploeszti i osoby Horia Sima w 1941
- Zdobycie w Grecji 400-metrowego mostu na rzece Wardar 6 kwietnia 1941
- Obejście i zdobycie Przełęczy Termopile 20 kwietnia 1941
- Walki o Addis Abebę we Włoskiej Afryce Wschodniej w kwietniu 1941
- Zapobieżenie planowanemu przez Serbów wysadzeniu skał nad Dunajem (Żelazna brama) w maju 1941
- Udział w lądowaniu na Krecie 20 maja 1941
- Zajęcie Lwowa przez Batalion „Nachtigall” i wymordowanie funkcjonariuszy radzieckich 29–30 czerwca 1941
- Potyczki z angielską Long Range Desert Group w Afryce Północnej w styczniu i lutym 1942
- Nieudana operacja Schamil wzniecenia powstania na Kaukazie w czerwcu 1942
- Odcięcie zaopatrzenia dla obrońców Noworosyjska nad Morzem Czarnym pod koniec czerwca 1942
- Zajęcie mostów na rozlewisku Donu niedaleko Rostowa 24 lipca 1942
- Akcje sabotażowe na linii kolejowej do Murmańska latem 1942
- Zajęcie wyspy Kos 3 października 1943
- Nieudana próba aresztowania przywódcy jugosłowiańskich partyzantów Josipa Broz Tity w Drvar (Operacja Rösselsprung).

## Podsumowanie
Porównując niemiecką formację specjalną Brandenburg z podobnymi alianckimi jednostkami typu Commando, trzeba zauważyć, że jej wielkość była zdecydowanie większa od tamtych oddziałów, wyszkolenie natomiast dorównywało najlepszym zachodnim jednostkom komandosów. Działała ona też na o wiele bardziej rozległym obszarze. Większość operacji odbywała się na wschodzie, na Półwyspie Bałkańskim i w Afryce Północnej. Szereg mniejszych akcji wojskowych miało jednak miejsce na całym świecie i miały one duży wpływ na światową renomę Abwehry. Z biegiem czasu działania prowadzone przez brandenburczyków ograniczały się do walk z partyzantami na wschodzie i na Bałkanach. Pod koniec wojny ze względu na brak zaufania ze strony Adolfa Hitlera do Abwehry zostali oni zdegradowani do zwykłych oddziałów frontowych. Wbrew pozorom Brandenburg nie była jednostką o charakterze nazistowskim i nie prowadzono w niej szkolenia ideologicznego. W czasie wojny członkowie jednostki „Brandenburg” otrzymali wiele wysokich odznaczeń wojskowych. Jednak na ogół pozostawali anonimowi. Jedynie w rzadkich wypadkach pisano o wyróżnieniach brandenburczyków w związku z ważnymi wydarzeniami. Chodziło głównie o ich bezpieczeństwo, gdyż działali oni na całym świecie, prowadząc tajną wojnę z agentami innych państw. Przez długi czas dostęp do informacji o tej formacji był utrudniony lub zatajony. O ogólnej liczbie brandenburczyków nic nie wiadomo, można ją jedynie szacować w granicach 10–50 tys. ludzi w przeciągu całej wojny.
Wielu byłych brandenburczyków po wojnie zostało przyjętych do brytyjskiego SAS, amerykańskich sił specjalnych, czy francuskiej Legii Cudzoziemskiej. Również Związek Radziecki używał brandenburczyków w swoich operacjach specjalnych. Inni wyjechali do Afryki, Ameryki Południowej bądź Azji, gdzie zajmowali się handlem lub byli doradcami. Za licznymi zamachami stanu organizowanymi w nowo powstałych państwach afrykańskich stali brandenburczycy. Szefem służb specjalnych przywódcy Indonezji Sukarno był brandenburczyk. Doradcami Mao Zedonga także byli oficerowie Dywizji Brandenburg[wymaga weryfikacji?], podobnie jak separatysty z Konga Moïse Tshombego. Wielu brandenburczyków znajdowało się w służbie w armii pierwszego prezydenta Egiptu, Muhammada Nadżiba.

## Struktura organizacyjna
W 1942 jako Oddział Specjalny „Brandenburg”:
- Oddział 801,
- Oddział 802,
- Oddział 803,
- Oddział 804,
- Oddział 805.
- 800 Batalion Strzelców Brzegowych
- 800 Batalion Łączności
- pododdziały specjalnego przeznaczenia

W 1943 jako Dywizja do Zadań Specjalnych „Brandenburg”:
- 1 pułk „Brandenburg”
- 2 pułk „Brandenburg”
- 3 pułk „Brandenburg”
- 4 pułk „Brandenburg”
- 5 pułk „Brandenburg” (Szkolny)
- batalion strzelców brzegowych „Brandenburg”
- batalion łączności „Brandenburg”
- pododdziały specjalnego przeznaczenia